# 2018–2019-es Formula–E bajnokság

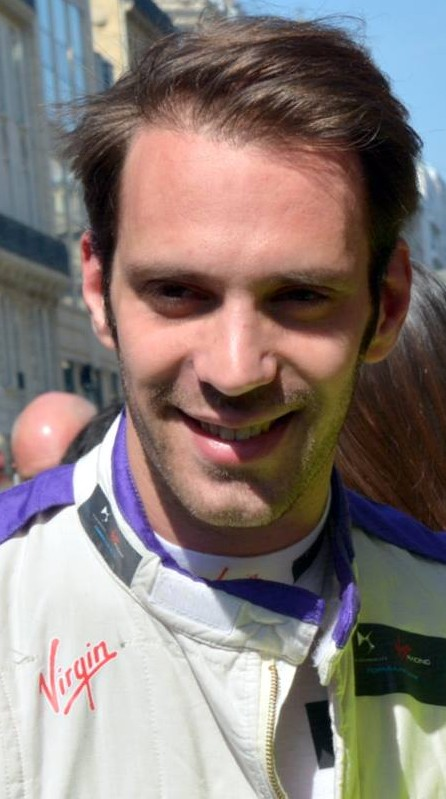
Jean-Éric Vergne a sorozat első kétszeres bajnoka lett.

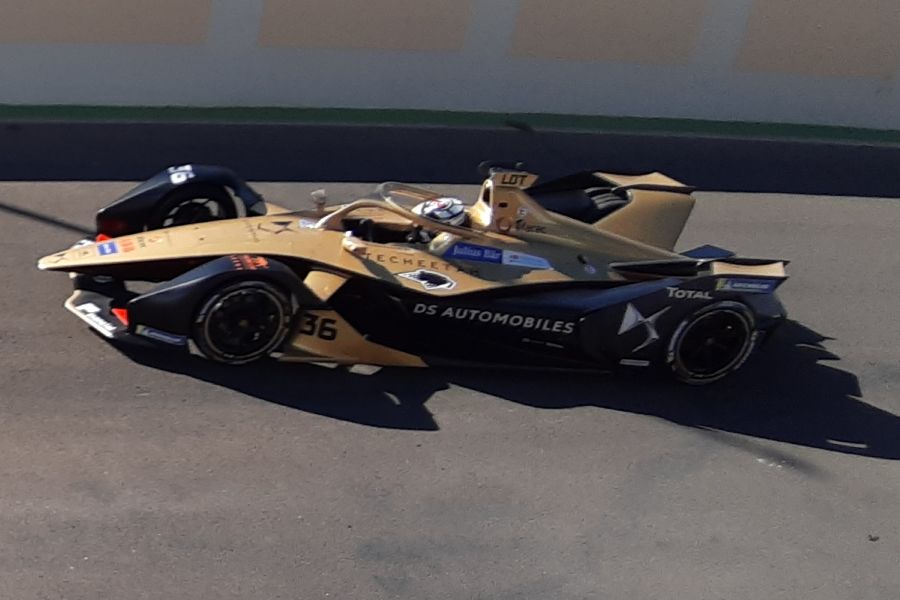
A DS Techeetah alakulata nyerte meg a csapatbajnokságot.

A 2018–2019. évi Formula–E bajnokság az ötödik szezonja volt az elektromos formulaautós szériának. 2018. december 15-én vette kezdetét Szaúd-Arábiában, a szezonzáróra pedig New York városában került sor, 2019. július 14-én. A szezon 13 versenyből állt. A sorozat első kétszeres bajnoka Jean-Éric Vergne lett, aki az előző szezont követően megvédte címét, csapata a Techeetah pedig konstruktőri bajnok lett. A sorozat erre az idényre kiegészült egy betétfutamokat rendező bajnoksággal, a Jaguar I-Pace eTrophy-val.

## Csapatok és versenyzők
| Csapat                      | Gyártó               | Hajtáslánc         | Rajtszám | Versenyző              | Fordulók  |
| --------------------------- | -------------------- | ------------------ | -------- | ---------------------- | --------- |
| Envision Virgin Racing      | Spark–Audi           | Audi e-Tron FE05   | 2        | Sam Bird               | Összes    |
| Envision Virgin Racing      | Spark–Audi           | Audi e-Tron FE05   | 4        | Robin Frijns           | Összes    |
| Panasonic Jaguar Racing     | Spark–Jaguar         | Jaguar I-Type 3    | 3        | Nelson Piquet Jr.      | 1–6       |
| Panasonic Jaguar Racing     | Spark–Jaguar         | Jaguar I-Type 3    | 3        | Alex Lynn              | 7–13      |
| Panasonic Jaguar Racing     | Spark–Jaguar         | Jaguar I-Type 3    | 20       | Mitch Evans            | Összes    |
| HWA Racelab                 | Spark–Venturi        | Venturi VFE05      | 5        | Stoffel Vandoorne      | Összes    |
| HWA Racelab                 | Spark–Venturi        | Venturi VFE05      | 17       | Gary Paffett           | Összes    |
| Geox Dragon Racing          | Spark–Penske         | Penske EV-3        | 6        | Maximilian Günther     | 1–3, 7–13 |
| Geox Dragon Racing          | Spark–Penske         | Penske EV-3        | 6        | Felipe Nasr            | 4–6       |
| Geox Dragon Racing          | Spark–Penske         | Penske EV-3        | 7        | José María López       | Összes    |
| NIO Formula E Team          | Spark–NIO            | NIO Sport 004      | 8        | Tom Dillmann           | Összes    |
| NIO Formula E Team          | Spark–NIO            | NIO Sport 004      | 10       | Oliver Turvey          | Összes    |
| Audi Sport ABT Schaeffler   | Spark–Audi           | Audi e-Tron FE05   | 11       | Lucas di Grassi        | Összes    |
| Audi Sport ABT Schaeffler   | Spark–Audi           | Audi e-Tron FE05   | 66       | Daniel Abt             | Összes    |
| DS Techeetah                | Spark–DS Automobiles | DS E-Tense FE 19   | 36       | André Lotterer         | Összes    |
| DS Techeetah                | Spark–DS Automobiles | DS E-Tense FE 19   | 25       | Jean-Éric Vergne       | Összes    |
| Venturi Formula E Team      | Spark–Venturi        | Venturi VFE05      | 19       | Felipe Massa           | Összes    |
| Venturi Formula E Team      | Spark–Venturi        | Venturi VFE05      | 48       | Edoardo Mortara        | Összes    |
| Nissan e.dams               | Spark–Nissan         | Nissan IM01        | 22       | Oliver Rowland         | összes    |
| Nissan e.dams               | Spark–Nissan         | Nissan IM01        | 23       | Sébastien Buemi        | Összes    |
| BMW i Andretti Autosport[a] | Spark–BMW            | BMW IFE.18         | 27       | Alexander Sims         | Összes    |
| BMW i Andretti Autosport[a] | Spark–BMW            | BMW IFE.18         | 28       | António Félix da Costa | Összes    |
| Mahindra Racing             | Spark–Mahindra       | Mahindra M5Electro | 64       | Jérôme d’Ambrosio      | Összes    |
| Mahindra Racing             | Spark–Mahindra       | Mahindra M5Electro | 94       | Pascal Wehrlein        | 2–13      |
| Mahindra Racing             | Spark–Mahindra       | Mahindra M5Electro | 94       | Felix Rosenqvist       | 1         |

## Átigazolások

### Csapatváltások
- Sébastien Buemi; Renault e. dams pilóta → Nissan e. dams pilóta[26]
- Jérôme d’Ambrosio; Dragon Racing pilóta → Mahindra Racing pilóta[28]
- Tom Dillmann; Venturi Grand Prix pilóta → NIO Formula E Team pilóta

### Újonc pilóták
- Alexander Sims; WeatherTech SportsCar bajnokság, BMW Team RLL pilóta → BMW i Andretti Autosport pilóta
- Felipe Nasr; WeatherTech SportsCar bajnokság, Whelen Engineering Racing pilóta → Dragon Racing pilóta[15]
- Maximilian Günther; FIA Formula–2 bajnokság, Arden International pilóta → Dragon Racing pilóta[31]
- Stoffel Vandoorne; Formula–1, McLaren pilóta → HWA Racelab pilóta[11]
- Gary Paffett; DTM, Mercedes-AMG Motorsport Petronas pilóta → HWA Racelab pilóta[12]
- Pascal Wehrlein; DTM, Mercedes-AMG Motorsport Petronas pilóta → Mahindra Racing pilóta[29]
- Felipe Massa; → Venturi Grand Prix pilóta[22]
- Oliver Rowland; → Nissan e. dams pilóta[25]

### Visszatérő pilóták
- Robin Frijns; DTM, Audi Sport Team Abt Sportsline pilóta  → Virgin Racing pilóta[32]
- Alex Lynn; WEC, Aston Martin Racing pilóta → Jaguar Racing pilóta[8]

### Távozó pilóták
- Alex Lynn; Virgin Racing pilóta → WEC, Aston Martin Racing pilóta
- Felix Rosenqvist; Mahindra Racing pilóta → IndyCar, Chip Ganassi Racing pilóta[33]
- Nick Heidfeld; Mahindra Racing pilóta  → Mahindra Racing tesztpilóta[34]
- Maximilian Günther; Dragon Racing pilóta → Dragon Racing tesztpilóta[15]
- Maro Engel; Venturi Grand Prix pilóta → Blancpain GT Sprint kupa, Black Falcon pilóta[35]
- Nelson Piquet Jr.; Jaguar Racing pilóta → Stock Car Brasil, Full Time Sports pilóta[36]
- Luca Filippi; NIO Formula E Team pilóta → TCR Európa-kupa, BRC Racing Team pilóta[37][38]
- Nicolas Prost; Renault e. dams pilóta → ?[39]

### Év eleji pilótacserék
- Pascal Wehrlein 2018 végéig a Mercedes junior programjának a tagja volt, és nem indulhatott az első versenyen ezért,  Felix Rosenqvist helyettesítette.[30]

### Év közbeni pilótacserék
- Maximilian Günther santiago után már csak a Dragon csapat tesztpilótája volt, helyét a mexikóvárosi, Hongkong-i és a sanyai versenyre,  Felipe Nasr vette át.[15][40][41] Günther három hétvégés kihagyás után visszatért az év további részére.
- Nelson Piquet Jr. sanyai verseny után azonnali hatállyal távozott a Jaguartól, helyére a tavalyi szezonban a Virgin pilótájaként szereplő,  Alex Lynn érkezett.[8]

### Újonc csapatok
- Nissan e. dams[24] (a Renault e. dams átalakulásával)
- HWA Racelab[10]

### Távozó csapatok
- Renault e.dams[24]

## Szabályváltozások

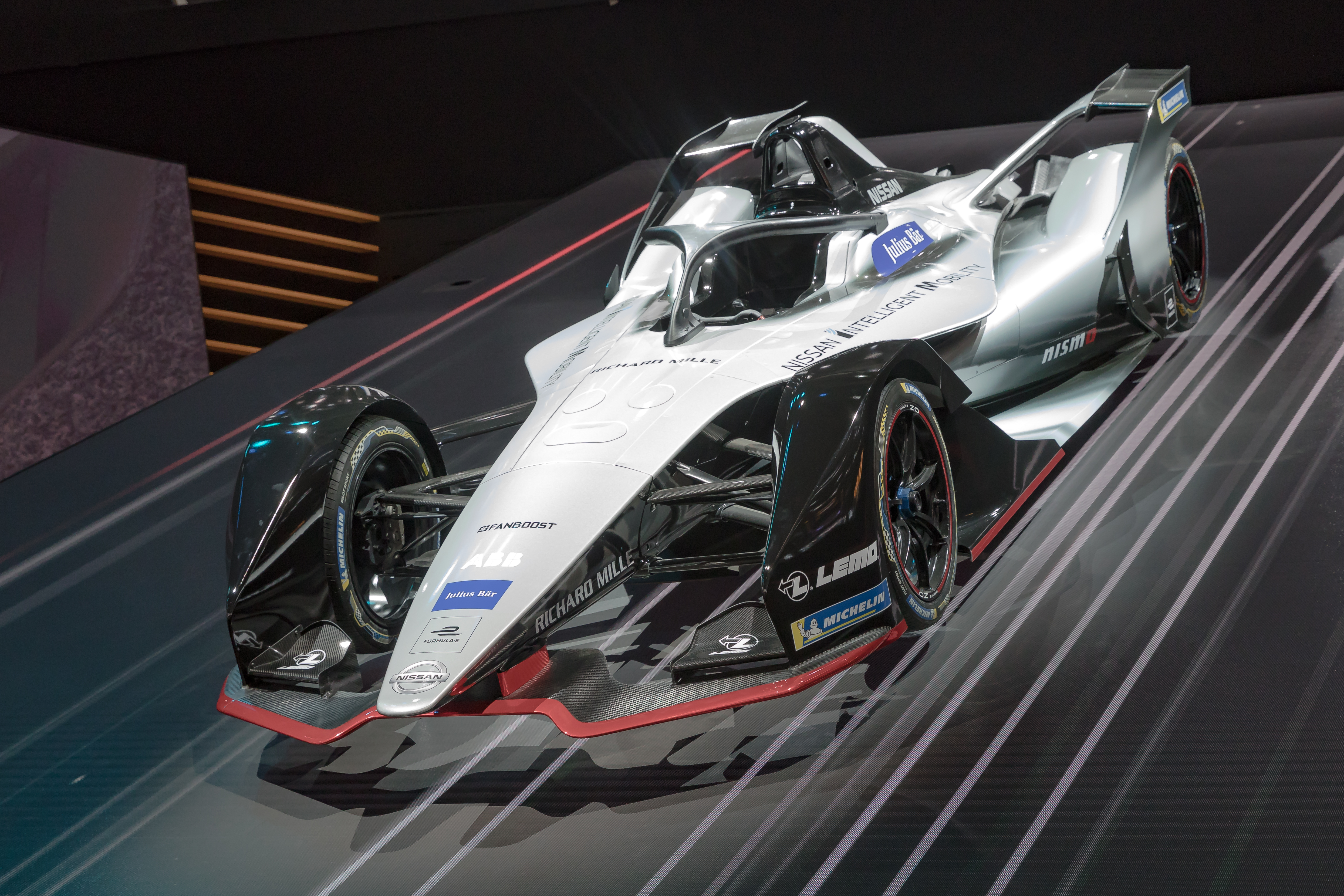
A Nissan e.dams újgenerációs autója

- Az ötödik szezontól kezdődően új generációs (GEN2-es) autókkal versenyeztek a versenyzők.[42]
- Kétszeresére nőtt az energia tároló kapacítása, így eltörölték a verseny közbeni autócserét.
- Az autók maximális teljesítménye 200 kW-ról 250 kW-ra nőtt.
- A versenyek során a pálya egy kijelölt szakaszán áthaladva a pilóták extra teljesítményt aktiválhattak autóikban.
- Megjelent a versenyautókon a HALO, ami a fej védelmét szolgálja.
- Megszűnt a leggyorsabb körért járó plusz pont, ettől a szezontól ezt az egységet az a versenyző kapta aki a verseny során a legtöbb energiát őrizte meg a leintésig.
- A versenytáv nem körszámban hanem időben lett meghatározva, a versenyek hossza 45 perc plusz 1 kör volt.

## Versenynaptár
A 13 fordulósra tervezett szezonban két új helyszínre fog ellátogatni a mezőny, a szezonnyitót Szaúd-Arábia fővárosának nyugati részén, Dirijában rendezik majd, továbbá lesz egy második kínai verseny is Hongkongot követően.
| Forduló | ePrix                          | Ország                    | Helyszín                                          | Dátum              |
| ------- | ------------------------------ | ------------------------- | ------------------------------------------------- | ------------------ |
| 1       | Rijád ePrix                    | Szaúd-Arábia              | Riyadh Street Circuit                             | 2018. december 15. |
| 2       | Marrákes ePrix                 | Marokkó                   | Circuit International Automobile Moulay El Hassan | 2019. január 12.   |
| 3       | Santiago ePrix                 | Chile                     | Parque O'Higgins Circuit                          | 2019. január 26.   |
| 4       | Mexikóváros ePrix              | Mexikó                    | Autódromo Hermanos Rodríguez                      | 2019. február 16.  |
| 5       | Hongkong ePrix                 | Hongkong                  | Hong Kong Central Harbourfront Circuit            | 2019. március 10.  |
| 6       | Sanya ePrix                    | Kína                      | Sanya Street Circuit                              | 2019. március 23.  |
| 7       | Róma ePrix                     | Olaszország               | Circuito Cittadino dell'EUR                       | 2019. április 13.  |
| 8       | Párizs ePrix                   | Franciaország             | Paris Street Circuit                              | 2019. április 27.  |
| 9       | Monaco ePrix                   | Monaco                    | Circuit de Monaco, Monte-Carlo                    | 2019. május 11.    |
| 10      | Berlin ePrix                   | Németország               | Tempelhof Airport Street Circuit                  | 2019. május 25.    |
| 11      | Bern ePrix                     | Svájc                     | Bern Street Circuit                               | 2019. június 22.   |
| 12      | New York City ePrix 1. verseny | Amerikai Egyesült Államok | Brooklyn Street Circuit                           | 2019. július 13.   |
| 13      | New York City ePrix 2. verseny | Amerikai Egyesült Államok | Brooklyn Street Circuit                           | 2019. július 14.   |

## Eredmények
| #  | Helyszín         | Pole-pozíció           | Leggyorsabb kör           | Győztes pilóta         | Győztes konstruktőr         | Listavezető            | Előny |
| -- | ---------------- | ---------------------- | ------------------------- | ---------------------- | --------------------------- | ---------------------- | ----- |
| 1  | Szaúd-Arábia     | António Félix da Costa | André Lotterer            | António Félix da Costa | BMW i Andretti Autosport[a] | António Félix da Costa | 10    |
| 2  | Marokkó          | Sam Bird               | Lucas di Grassi           | Jérôme d’Ambrosio      | Mahindra Racing             | Jérôme d’Ambrosio      | 12    |
| 3  | Chile            | Sébastien Buemi        | Daniel Abt                | Sam Bird               | Envision Virgin Racing      | Sam Bird               | 2     |
| 4  | Mexikó           | Pascal Wehrlein        | Pascal Wehrlein           | Lucas di Grassi        | Audi Sport ABT Schaeffler   | Jérôme d’Ambrosio      | 1     |
| 5  | Hongkong         | Stoffel Vandoorne      | André Lotterer[b]         | Edoardo Mortara        | Venturi Grand Prix          | Sam Bird               | 1     |
| 6  | Sanya            | Oliver Rowland         | Jean-Éric Vergne          | Jean-Éric Vergne       | DS Techeetah                | António Félix da Costa | 1     |
| 7  | Olaszország      | André Lotterer         | Jean-Éric Vergne[c]       | Mitch Evans            | Panasonic Jaguar Racing     | Jérôme d’Ambrosio      | 1     |
| 8  | Franciaország    | Oliver Rowland[d]      | Tom Dillmann[e]           | Robin Frijns           | Envision Virgin Racing      | Robin Frijns           | 1     |
| 9  | Monaco           | Jean-Éric Vergne[f]    | Pascal Wehrlein           | Jean-Éric Vergne       | DS Techeetah                | Jean-Éric Vergne       | 1     |
| 10 | Németország      | Sébastien Buemi        | Lucas di Grassi           | Lucas di Grassi        | Audi Sport ABT Schaeffler   | Jean-Éric Vergne       | 6     |
| 11 | Svájc            | Jean-Éric Vergne       | António Félix da Costa[g] | Jean-Éric Vergne       | DS Techeetah                | Jean-Éric Vergne       | 32    |
| 12 | Egyesült Államok | Sébastien Buemi        | Jean-Éric Vergne[h]       | Sébastien Buemi        | Nissan e.dams               | Jean-Éric Vergne       | 22    |
| 13 | Egyesült Államok | Alexander Sims         | Daniel Abt                | Robin Frijns           | Envision Virgin Racing      | Jean-Éric Vergne       | 17    |

### Pontrendszer
| Helyezés | 1. | 2. | 3. | 4. | 5. | 6. | 7. | 8. | 9. | 10. | Pole | LK |
| Pont     | 25 | 18 | 15 | 12 | 10 | 8  | 6  | 4  | 2  | 1   | 3    | 1  |

### Versenyzők
| Helyezés | Versenyző              | ADR | MAR | SAN | MEX  | HKG | SNY  | ROM  | PAR | MON  | BER | BRN | NYC | NYC | Pont |
| -------- | ---------------------- | --- | --- | --- | ---- | --- | ---- | ---- | --- | ---- | --- | --- | --- | --- | ---- |
| 1        | Jean-Éric Vergne       | 2   | 5   | Ki  | 13   | 13  | 1    | 14   | 6   | 1    | 3   | 1   | 15  | 7   | 136  |
| 2        | Sébastien Buemi        | 6   | 8*  | Ki* | 21†* | Ki* | 8*   | 5*   | 15* | 5*   | 2*  | 3*  | 1   | 3   | 119  |
| 3        | Lucas di Grassi        | 9*  | 7   | 12  | 1*   | 2   | 15†* | 7*   | 4   | Ki   | 1   | 9*  | 5   | 18† | 108  |
| 4        | Robin Frijns           | 12  | 2   | 5   | 11   | 3   | 14†  | 4    | 1   | 17†  | 13  | Ki  | Ki  | 1   | 106  |
| 5        | Mitch Evans            | 4   | 9   | 6   | 7    | 7   | 9    | 1    | 16  | 6    | 12  | 2   | 2   | 17  | 105  |
| 6        | António Félix da Costa | 1*  | Ki* | Ki* | 2*   | 10* | 3*   | 9*   | 7*  | Kiz* | 4*  | 12* | 3   | 9   | 99   |
| 7        | Daniel Abt             | 8*  | 10  | 3*  | 10*  | 4*  | 5*   | 18†* | 3*  | 15*  | 6*  | 6*  | 6   | 5   | 95   |
| 8        | André Lotterer         | 5   | 6   | 13  | 5    | 14  | 4    | 2    | 2   | 7    | Ki  | 14  | 17  | Ki  | 86   |
| 9        | Sam Bird               | 11  | 3   | 1   | 9    | 6   | Ki   | 11   | 11  | 16†  | 9   | 4   | 8   | 4   | 85   |
| 10       | Oliver Rowland         | 7   | 15  | Ki  | 20†  | Ki  | 2    | 6    | 12  | 2    | 8   | Ki  | 14  | 6   | 71   |
| 11       | Jérôme d’Ambrosio      | 3   | 1   | 10* | 4    | Ki  | 6    | 8    | Ki  | 11   | 17  | 13  | 9   | 11  | 67   |
| 12       | Pascal Wehrlein        |     | Ki* | 2   | 6    | Ki* | 7    | 10   | 10  | 4    | 10  | Ki  | 7   | 13  | 58   |
| 13       | Alexander Sims         | 18  | 4   | 7   | 14   | Ki  | Ki   | 17   | Ki  | 13   | 7   | 11  | 4   | 2   | 57   |
| 14       | Edoardo Mortara        | 19  | 13  | 4   | 3    | 1   | 13   | Ki   | Ki  | Ki   | 11  | Ki  | Ki  | Ki  | 52   |
| 15       | Felipe Massa           | 17* | 18* | Ki  | 8    | 5   | 10   | Ki   | 9*  | 3    | 15* | 8   | 16  | 16  | 36   |
| 16       | Stoffel Vandoorne      | 16* | Ki* | Ki* | 18*  | Ki* | Ki*  | 3*   | Ki* | 9*   | 5*  | 10* | 13  | 8   | 35   |
| 17       | Maximilian Günther     | 15  | 12  | Ki  |      |     |      | 19†  | 5   | Ki   | 14  | 5   | Ki  | 19† | 20   |
| 18       | Alex Lynn              |     |     |     |      |     |      | 12   | Ki  | 8    | Ki  | 7   | Ki  | 12  | 10   |
| 19       | Gary Paffett           | Ki  | Ki  | 14  | 16   | 8   | Ki   | Ki   | 8   | 12   | 16  | 17  | 11  | 10  | 9    |
| 20       | Oliver Turvey          | 13  | 16  | 8   | 12   | 9   | 11   | 13   | 14  | Ki   | 18  | 16  | 10  | 14  | 7    |
| 21       | José María López       | Ki  | 11  | 9   | 17   | 11  | Ki   | 16   | 13  | 10*  | 20  | Kiz | 12  | Ki  | 3    |
| 22       | Nelson Piquet Jr.      | 10  | 14  | 11  | Ki   | Ki  | Ki   |      |     |      |     |     |     |     | 1    |
| 23       | Tom Dillmann           | 14  | 17  | Ki  | 15   | 12  | 12   | 15   | Ki  | 14   | 19  | 15  | Ki  | 15  | 0    |
| 24       | Felipe Nasr            |     |     |     | 19   | Ki  | Ki   |      |     |      |     |     |     |     | 0    |
| 25       | Felix Rosenqvist       | Ki  |     |     |      |     |      |      |     |      |     |     |     |     | 0    |
| Helyezés | Versenyző              | ADR | MAR | SAN | MEX  | HKG | SNY  | ROM  | PAR | MON  | BER | BRN | NYC | NYC | Pont |

| Szín       | Eredmény                                          |
| ---------- | ------------------------------------------------- |
| Arany      | Győztes                                           |
| Ezüst      | 2. helyezett                                      |
| Bronz      | 3. helyezett                                      |
| Zöld       | Pontot szerzett                                   |
| Kék        | Pont nélkül vagy helyezetlenül ért célba (nc, hn) |
| Lila       | Nem ért célba (ret, ki)                           |
| Piros      | Nem kvalifikálta magát (dnq, nk)                  |
| Piros      | Nem előkvalifikálta magát (dnpq, nek)             |
| Fekete     | Diszkvalifikálták (dsq, kiz)                      |
| Szürke     | Eltiltott, más pilóta versenyzett helyette (et)   |
| Fehér      | Nem indult (dns, ni)                              |
| Világoskék | Pénteki tesztpilóta (td, tp)                      |
| Üres       | Visszalépett (vi)                                 |
| Üres       | Nem gyakorolt (dnp, ne)                           |
| Üres       | Beteg vagy sérült volt (inj, bet, sér, EÜ)        |
| Üres       | Kizárt (ex, kiz)                                  |
| Üres       | Nem érkezett meg (dna, nj)                        |
| Üres       | Törölt futam (T)                                  |

† – Nem fejezte be a futamot, de rangsorolva lett, mert teljesítette a versenytáv 90%-át.

### Európai versenyek végeredménye

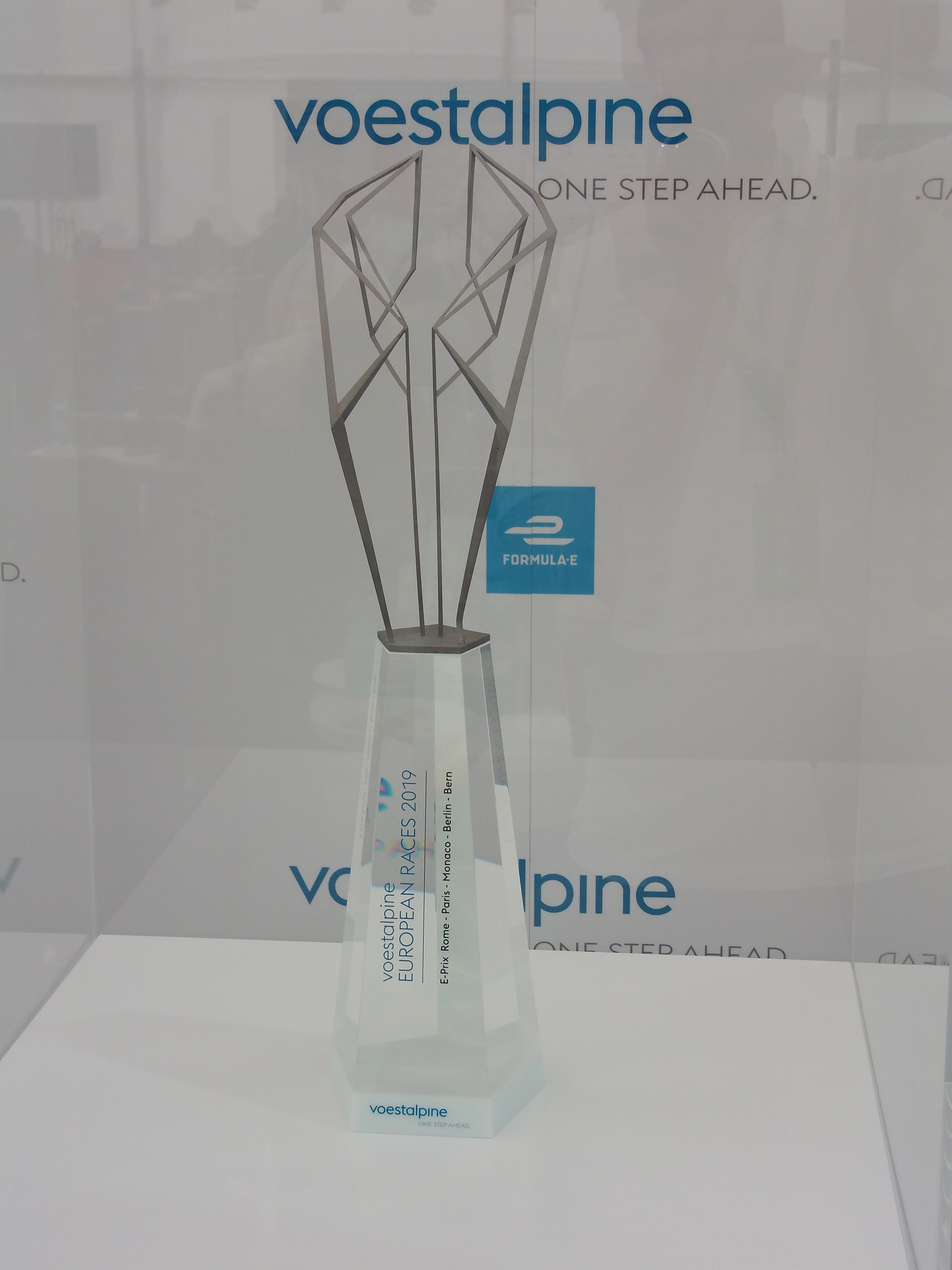
A voestalpine által készített trófea

A sorozaton belül egy külön értékelést indítottak a szezonra. Az a versenyző, aki az európai fordulókon a legjobb dobogós helyezéseket éri el, az egy trófeával gazdagodik, amelyet a bajnokság egyik szponzora, a voestalpine készített. A legjobb teljesítményt végül Jean-Éric Vergne nyújtotta, így övé lett az első alkalommal kiosztott serleg.
| Pozíció | Versenyző         | ROM | PAR | MON | BER | BRN | Dobogók | Dobogók | Dobogók | Összes dobogó |
| ------- | ----------------- | --- | --- | --- | --- | --- | ------- | ------- | ------- | ------------- |
| 1       | Jean-Éric Vergne  | 14  | 6   | 1   | 3   | 1   | 2       | 0       | 1       | 3             |
| 2       | Mitch Evans       | 1   | 16  | 6   | 12  | 2   | 1       | 1       | 0       | 2             |
| 3       | André Lotterer    | 2   | 2   | 7   | Ret | 14  | 0       | 2       | 0       | 2             |
| 4       | Sébastien Buemi   | 5   | 15  | 5   | 2   | 3   | 0       | 1       | 1       | 2             |
| 5       | Robin Frijns      | 4   | 1   | 17† | 13  | Ki  | 1       | 0       | 0       | 1             |
| 5       | Lucas di Grassi   | 7   | 4   | Ki  | 1   | 9   | 1       | 0       | 0       | 1             |
| 6       | Oliver Rowland    | 6   | 12  | 2   | 8   | Ki  | 0       | 1       | 0       | 1             |
| 7       | Stoffel Vandoorne | 3   | Ki  | 9   | 5   | 10  | 0       | 0       | 1       | 1             |
| 7       | Daniel Abt        | 18† | 3   | 15  | 6   | 6   | 0       | 0       | 1       | 1             |
| 7       | Felipe Massa      | Ki  | 9   | 3   | 15  | 8   | 0       | 0       | 1       | 1             |

### Csapatok
| Helyezés | Csapat                    | Rajtszám | ADR | MAR | SAN | MEX | HKG | SNY | ROM | PAR | MON | BER | BRN | NYC | NYC | Pont |
| -------- | ------------------------- | -------- | --- | --- | --- | --- | --- | --- | --- | --- | --- | --- | --- | --- | --- | ---- |
| 1        | DS Techeetah              | 25       | 2   | 5   | Ki  | 13  | 13  | 1   | 14  | 6   | 1   | 3   | 1   | 15  | 7   | 222  |
| 1        | DS Techeetah              | 36       | 5   | 6   | 13  | 5   | 14  | 4   | 2   | 2   | 7   | Ki  | 14  | 17  | Ki  | 222  |
| 2        | Audi Sport ABT Schaeffler | 11       | 9   | 7   | 12  | 1   | 2   | 15† | 7   | 4   | Ki  | 1   | 9   | 5   | 18† | 203  |
| 2        | Audi Sport ABT Schaeffler | 66       | 8   | 10  | 3   | 10  | 4   | 5   | 18† | 3   | 15  | 6   | 6   | 6   | 5   | 203  |
| 3        | Envision Virgin Racing    | 2        | 11  | 3   | 1   | 9   | 6   | Ki  | 11  | 11  | 16† | 9   | 4   | 8   | 4   | 191  |
| 3        | Envision Virgin Racing    | 4        | 12  | 2   | 5   | 11  | 3   | 11  | 4   | 1   | 17† | 13  | Ki  | Ki  | 1   | 191  |
| 4        | Nissan e.dams             | 22       | 7   | 15  | Ki  | 20† | Ki  | 2   | 6   | 12  | 2   | 8   | Ki  | 14  | 6   | 190  |
| 4        | Nissan e.dams             | 23       | 6   | 8   | Ki  | 21† | Ki  | 8   | 5   | 15  | 5   | 2   | 3   | 1   | 3   | 190  |
| 5        | BMW i Andretti Motorsport | 27       | 18  | 4   | 7   | 14  | Ki  | Ki  | 17  | Ki  | 13  | 7   | 11  | 4   | 2   | 156  |
| 5        | BMW i Andretti Motorsport | 28       | 1   | Ki  | Ki  | 2   | 10  | 3   | 9   | 7   | Kiz | 4   | 12  | 3   | 9   | 156  |
| 6        | Mahindra Racing           | 64       | 3   | 1   | 10  | 4   | Ki  | 6   | 8   | 17† | 11  | 17  | 13  | 9   | 11  | 125  |
| 6        | Mahindra Racing           | 94       | Ki  | Ki  | 2   | 6   | Ki  | 7   | 10  | 10  | 4   | 10  | Ki  | 7   | 13  | 125  |
| 7        | Panasonic Jaguar Racing   | 3        | 10  | 14  | 11  | Ki  | Ki  | Ki  | 12  | Ki  | 8   | Ki  | 7   | Ki  | 12  | 116  |
| 7        | Panasonic Jaguar Racing   | 20       | 4   | 9   | 6   | 7   | 7   | 9   | 1   | 16  | 6   | 12  | 2   | 2   | 17  | 116  |
| 8        | Venturi Formula–E Team    | 19       | 17  | 18  | Ki  | 8   | 5   | 10  | Ki  | 9   | 3   | 15  | 8   | 16  | 16  | 88   |
| 8        | Venturi Formula–E Team    | 48       | 19  | 13  | 4   | 3   | 1   | 13  | Ki  | Ki  | Ki  | 11  | Ki  | Ki  | Ki  | 88   |
| 9        | HWA Racelab               | 5        | 16  | Ki  | Ki  | 18  | Ki  | Ki  | 3   | Ki  | 9   | 5   | 10  | 13  | 8   | 44   |
| 9        | HWA Racelab               | 17       | Ki  | Ki  | 14  | 16  | 8   | Ki  | Ki  | 8   | 12  | 16  | 17  | 11  | 10  | 44   |
| 10       | Geox Dragon Racing        | 6        | 15  | 12  | Ki  | 19  | Ki  | Ki  | 19† | 5   | Ki  | 14  | 5   | Ki  | 19† | 23   |
| 10       | Geox Dragon Racing        | 7        | Ki  | 11  | 9   | 17  | 11  | Ki  | 16  | 13  | 10  | 20  | Kiz | 12  | Ki  | 23   |
| 11       | NIO Formula–E Team        | 8        | 14  | 17  | Ki  | 15  | 12  | 13  | 15  | Ki  | 14  | 19  | 15  | Ki  | 15  | 7    |
| 11       | NIO Formula–E Team        | 16       | 13  | 16  | 8   | 12  | 9   | 12  | 13  | 14  | Ki  | 18  | 16  | 10  | 14  | 7    |
| Helyezés | Versenyző                 | Rajtszám | ADR | MAR | SAN | MEX | HKG | SNY | ROM | PAR | MON | BER | BRN | NYC | NYC | Pont |

## Külső hivatkozások
- Hivatalos honlap